# Ингибиторы альфа-глюкозидазы
Ингиби́торы а́льфа-глюкозида́зы — таблетированные лекарственные средства, применяемые в комплексной терапии сахарного диабета 2-го типа вместе с другими пероральными сахароснижающими средствами и инсулином. Антидиабетическое действие препаратов данной группы сводится к замедлению всасывания сложных углеводов (в том числе крахмала и сахара) в тонком отделе кишечника. Как правило, для того чтобы преодолеть кишечный барьер, полисахаридам необходимо распасться на простые сахара (моносахариды), которые могут всасываться через кишечную стенку. Таким образом, ингибиторы α-глюкозидазы затрудняют проникновение углеводов в кровь, тем самым оказывая влияние на уровень сахара в крови после приёма пищи.

## Классификация
Данный класс препаратов (ингибиторы α-глюкозидазы, A10BF) представляют:
- Акарбоза (глюкобай, A10BF01);
- Миглитол[англ.] (A10BF02);
- Воглибоз[англ.] (воксид, A10BF03).

## Натуральные ингибиторы α-глюкозидазы
На Земле произрастает большое количество растений, обладающих ингибирующими свойствами в отношении фермента α-глюкозидазы. К числу таких растений, к примеру относится Эмбелия кислая (Embelia ribes) из подсемейства Мирсиновые содержащая эмбелин
Среди прочего, проведенные исследования показали, что кулинарный гриб Майтаке (Grifola frondosa) обладает сахароснижающим действием. Причина, по которой Майтаке понижает уровень сахара в крови, естественное содержание в данном грибе ингибитора α-глюкозидазы.
Лекарственная трава якорцы стелющиеся, так же снижает уровень сахара в крови, в исследованиях на людях и животных. Причиной является содержание стероидных сапонинов, обладающих ингибирующим действием на альфа-глюкозидазы.